# جریان نقدی
جریان نقدی در علم اقتصاد به ورود و خروج نقدینگی در یک تجارت، کسب و کار، پروژه صنعتی یا اقتصادی گفته می‌شود. جریان نقدی معمولاً در یک دوره زمانی محدود محاسبه می‌شود.
با آنکه روش استاندارد محاسبات مربوط به هزینه و درآمد در یک سامانه حسابداری است، ولی مفاهیم حسابداری، اغلب نشان‌دهنده واقعیت‌های اقتصادی آن سامانه نیستند. به این منظور معمولاً از مدل‌های ارزیابی اقتصادی مانند ارزش خالص فعلی و دوره بازگشت سرمایه که بر جریان نقدی استوارند استفاده می‌شود.